# Dave Huymans
Dave Huymans (Amsterdam, 31 maart 1986) is een voetballer die vanaf het seizoen 2025/26 speelt bij HSV Wasmeer. Hij is een middenvelder.
Hij debuteerde op 11 augustus 2006 in de wedstrijd Haarlem – FC Volendam (1–1).

## Statistieken
| Seizoen | Club         | Land      | Competitie     | Wed. | Goals |
| ------- | ------------ | --------- | -------------- | ---- | ----- |
| 2006/07 | Haarlem      | Nederland | Eerste divisie | 24   | 1     |
| 2007/08 | Haarlem      | Nederland | Eerste divisie | 36   | 0     |
| 2008/09 | FC Zwolle    | Nederland | Eerste divisie | 31   | 8     |
| 2009/10 | SC Cambuur   | Nederland | Eerste divisie | 13   | 1     |
| 2010/11 | FC Dordrecht | Nederland | Eerste divisie | 17   | 4     |
| Totaal  | Totaal       | Totaal    | Totaal         | 121  | 14    |